# Campionati mondiali di sollevamento pesi 1922
I Campionati mondiali di sollevamento pesi 1922, 21ª edizione della manifestazione, si svolsero a Tallinn il 29 e il 30 aprile 1922.

## Titoli in palio
| Categoria            | Eventi        |
| -------------------- | ------------- |
| Pesi piuma           | 60 kg         |
| Pesi leggeri         | 67.5 kg       |
| Pesi medi            | 75 kg         |
| Pesi massimi leggeri | 82.5 kg       |
| Pesi massimi         | Oltre 82.5 kg |

## Risultati
Ai campionati parteciparono trentatré atleti rappresentanti di quattro nazioni, Estonia, Lettonia, Francia e Svizzera.
| Evento        | Oro            | Oro   | Argento          | Argento | Bronzo            | Bronzo |
| ------------- | -------------- | ----- | ---------------- | ------- | ----------------- | ------ |
| 60 kg         | Heinrich Graf  | 389,5 | Karl Kõiv        | 367,5   | Gustav Ernesaks   | 365,0  |
| 67.5 kg       | Alfred Neuland | 444,9 | Eduard Vanaaseme | 415,0   | Voldemar Noormägi | 410,0  |
| 75 kg         | Saul Hallap    | 447,5 | Alberts Ozoliņš  | 412,5   | Alfred Puusaag    | 405,0  |
| 82.5 kg       | Roger François | 457,5 | Johannes Toom    | 417,5   | Rudolf Tihane     | 395,0  |
| Oltre 82.5 kg | Harald Tammer  | 472,5 | Kārlis Leilands  | 455,0   | Kaljo Raag        | 422,5  |

## Medagliere
| Posiz. | Nazione  | Oro | Argento | Bronzo | Totale |
| ------ | -------- | --- | ------- | ------ | ------ |
| 1      | Estonia  | 3   | 3       | 5      | 11     |
| 2      | Francia  | 1   | 0       | 0      | 1      |
| 3      | Svizzera | 1   | 0       | 0      | 1      |
| 4      | Lettonia | 0   | 2       | 0      | 2      |
| Totale | Totale   | 5   | 5       | 5      | 15     |